# Jovanovac (Merošina)
Jovanovac (em cirílico: Јовановац) é uma vila da Sérvia localizada no município de Merošina, pertencente ao distrito de Nišava. A sua população era de 489 habitantes segundo o censo de 2011.

## Demografia
| 1948 | 1953 | 1961 | 1971 | 1981 | 1991 | 2002 | 2011 |
| ---- | ---- | ---- | ---- | ---- | ---- | ---- | ---- |
| 663  | 688  | 670  | 698  | 662  | 617  | 513  | 489  |